# 吐き気
吐き気（はきけ）とは、腹部上部に不快感を覚え、嘔吐（胃内の内容物を口から吐き出すこと）を催す症状・感覚である。嘔気（おうき）、悪心（おしん）ともいう。むかつきもこれに近い症状である。
消化器の異常や、消化不良発生など、様々な原因がある。

## 原因
悪心、嘔吐は延髄にある嘔吐中枢によって制御されている。消化器、心臓、前庭、脳実質の障害によって嘔吐は誘発される。中枢神経系の障害による嘔吐は悪心を伴わないのが一つの特徴である。原因として、消化器の異常が最も多いがそれ以外の疾患も数多い。特に急性冠症候群は悪心、嘔吐のみしか症状が認められないことがあり、注意が必要である。診断学上は下痢といった下部消化器症状の有無が重要である。下部消化器症状が認められる場合は、中毒（特に薬物ではジゴキシンやテオフィリンが有名）によるもの以外は、消化器疾患である可能性が高い。特に見逃すと重篤な疾患としては、脳内病変として、脳出血や髄膜炎があげられる。無痛性心筋梗塞は糖尿病患者や高齢者で多いとされている。糖尿病性ケトアシドーシス（DKA）、アルコール性ケトアシドーシス（AKA）、腎盂腎炎、妊娠、敗血症、絞扼性イレウス、急性胆嚢炎、急性膵炎などが重要である。これらの疾患は下痢といった下部消化器症状を伴わないことが多い。
悪心、嘔吐を起こす疾患としては具体的には以下のような疾患が考えられる。
| 分類               | 疾患                                                           |
| ------------------ | -------------------------------------------------------------- |
| 閉塞性消化器疾患   | イレウス、幽門狭窄、便秘                                       |
| 非閉塞性消化器疾患 | 急性胃炎、急性胃腸炎、急性膵炎、消化管穿孔、急性胆嚢炎         |
| 感染症             | 敗血症など                                                     |
| 眼科疾患           | 緑内障など                                                     |
| 耳鼻咽喉疾患       | 良性発作性頭位めまい症、乗り物酔いなど                         |
| 心血管疾患         | 急性冠症候群、急性大動脈解離など                               |
| 神経疾患           | 脳血管障害、髄膜炎、頭蓋内圧亢進症など                         |
| 代謝内分泌疾患     | 尿毒症、糖尿病性ケトアシドーシス、アルコール性ケトアシドーシス |
| 泌尿器疾患         | 腎炎                                                           |
| 産科疾患           | 妊娠性悪阻                                                     |
| 薬物               | ジゴキシン、テオフィリン、カルバマゼピン、抗コリン作用         |
| 中毒               | きのこ中毒                                                     |
| アレルギー疾患     | 消化管アレルギーやアナフィラキシー                             |
| 精神疾患           | 拒食症、過食症など                                             |

最も頻度の高い原因として自動車による乗り物酔いが挙げられる。

## 悪心･嘔吐のマネジメント
診断の手掛かりとなる情報としては24時間以内に摂取した食物や旅行歴の他、腹痛、下痢、便秘といったその他の腹部症状、排ガスの有無や冷や汗の有無など重要である。排ガス、排便がなければ閉塞性の消化器疾患が疑われる。既往歴に腹部の手術歴や心疾患、糖尿病、産婦人科的な疾患歴などがある場合はそれが影響している可能性がある。周囲に同様の症状の人がいれば食中毒の可能性もあり、アルコール多飲歴はAKAの手掛かりとなる。内服薬も嘔吐の原因の手がかりになる。
バイタルサインでは意識障害、呼吸不全が認められる場合や、高血圧な割に徐脈というクッシング徴候が認められる場合は中枢性疾患を疑う。発熱が認められれば感染症、徐脈や不整脈が認められれば心血管疾患、呼吸不全が認められるときはDKAといった代謝性疾患も疑う。発熱、嘔吐を伴い消化管感染を特に疑う下痢の症状がない場合は髄膜炎も疑われる。髄膜炎を疑う不随意運動や皮質症状、高熱、髄膜刺激症状が認められる場合は頭部CT撮影後、腰椎穿刺を行う。特に細菌性髄膜炎は救急疾患である。
経口摂取、経口薬の内服が不可能であり、脱水している場合があるため原則としては採血、点滴を行う。
検査では閉塞性疾患を考える場合はまずは腹部単純X線撮影をおこなう。排ガスや排便の停止が認められる場合は非常に重要な検査となる。重篤な疾患の見落としを避けるには頭部CTや心電図、尿検査を行う。血糖値が250mg/dlであればDKAを疑い、動脈血液ガスや尿中ケトン体を測定する。機能的な閉塞は腹部単純X線撮影が分かりやすい。これは必ず立位と臥位で撮影を行う。機械的な閉塞、大腸癌や絞扼性イレウスを疑う場合は造影CTを検討する。絞扼性イレウスの場合は腹水の貯留が認められることが知られ、単純CTでも見分けることができることもある。

## 治療
基本的には心筋梗塞ではPCIといった原因療法を行う。対症療法としては制吐薬、グリセオールといった脳圧降下薬、胃内容物の除去としてNGチューブの挿入などが行われる。制吐薬としては消化器疾患が疑われた場合はドパミン拮抗薬や抗コリン薬が用いられる。ドパミン拮抗薬としてはメトクロプラミド（プリンペラン®）、ドンペリドン（ナウゼリン®）などがよく用いられる。これは消化管蠕動運動を亢進させることで内容物が通過することで嘔気が軽減する。静注、筋注、坐薬、経口といった各種薬剤が市販されている。点滴静注では即効性がないことが知られている。心窩部の不快感ではなく腹痛が認められるときは蠕動の亢進で症状が悪化することがあり注意が必要である。この場合は抗コリン薬であるブチルスコポラミン（ブスコパン®）が好まれる傾向がある。抗コリン薬は腸管蠕動を抑制することで悪心、嘔吐を軽減する作用がある。胆管や尿管にも同様に作用する。また内視鏡的に潰瘍、炎症所見が認められない機能性ディスペプシアの場合はセロトニン5-HT4受容体刺激薬であるモサプリド（ガスモチン®）がよく用いられる。
また制吐薬に分類されるドパミン拮抗薬はスルピリド（ドグマチール®）を除き中枢神経作用は殆どないとされているが稀に錐体外路症状が出現することがある。振戦、無動、固縮といったパーキンソン症候群のかたちをとることが多く、この場合は抗コリン薬であるビペリデン（アキネトン®）などがよく用いられる。また胃潰瘍やGERDによる悪心、嘔吐に関してはH2ブロッカーやPPIが用いられる。その他、種種の原因でおこる悪心、嘔吐に対する制吐薬を以下に纏める。
| 疾患分類                   | 用いる制吐薬                  |
| -------------------------- | ----------------------------- |
| 片頭痛                     | 5-HT1B/1D受容体作動薬         |
| 前庭系･心因性              | 抗ヒスタミン薬+抗不安薬       |
| 機能性ディスペプシア       | 5-HT4受容体作動薬             |
| 便秘                       | 瀉下薬                        |
| 抗がん剤によるacute emesis | 5-HT3受容体拮抗薬やステロイド |

治療に反応しなかった場合は経口摂取不可能であることが多く入院の適応となる。治療薬の変更よりも原因疾患の再検索重要となる場合が多い。特に異常がなく不定愁訴として嘔気・嘔吐が起きる場合、消化器機能改善剤であるメトクロプラミドやドンペリドン、ドパミン遮断効果・鎮静効能のある抗精神病薬のクロルプロマジンなどの投与を対症療法として使用される場合がある。

## 他の用法
比喩的に、嫌悪感をも指して使う（例文：「あの人のやり方には吐き気がする」）。